# Џунијата (Небраска)
Џунијата (енгл. Juniata) град је у америчкој савезној држави Небраска.

## Демографија
По попису из 2010. године број становника је 755, што је 62 (8,9%) становника више него 2000. године.
| Група             | 2000.       | 2010.       |
| Белци             | 682 (98,4%) | 708 (93,8%) |
| Афроамериканци    | 3 (0,4%)    | 1 (0,1%)    |
| Азијати           | 1 (0,1%)    | 1 (0,1%)    |
| Хиспаноамериканци | 4 (0,6%)    | 26 (3,4%)   |
| Укупно            | 693         | 755         |